# Jelmoli

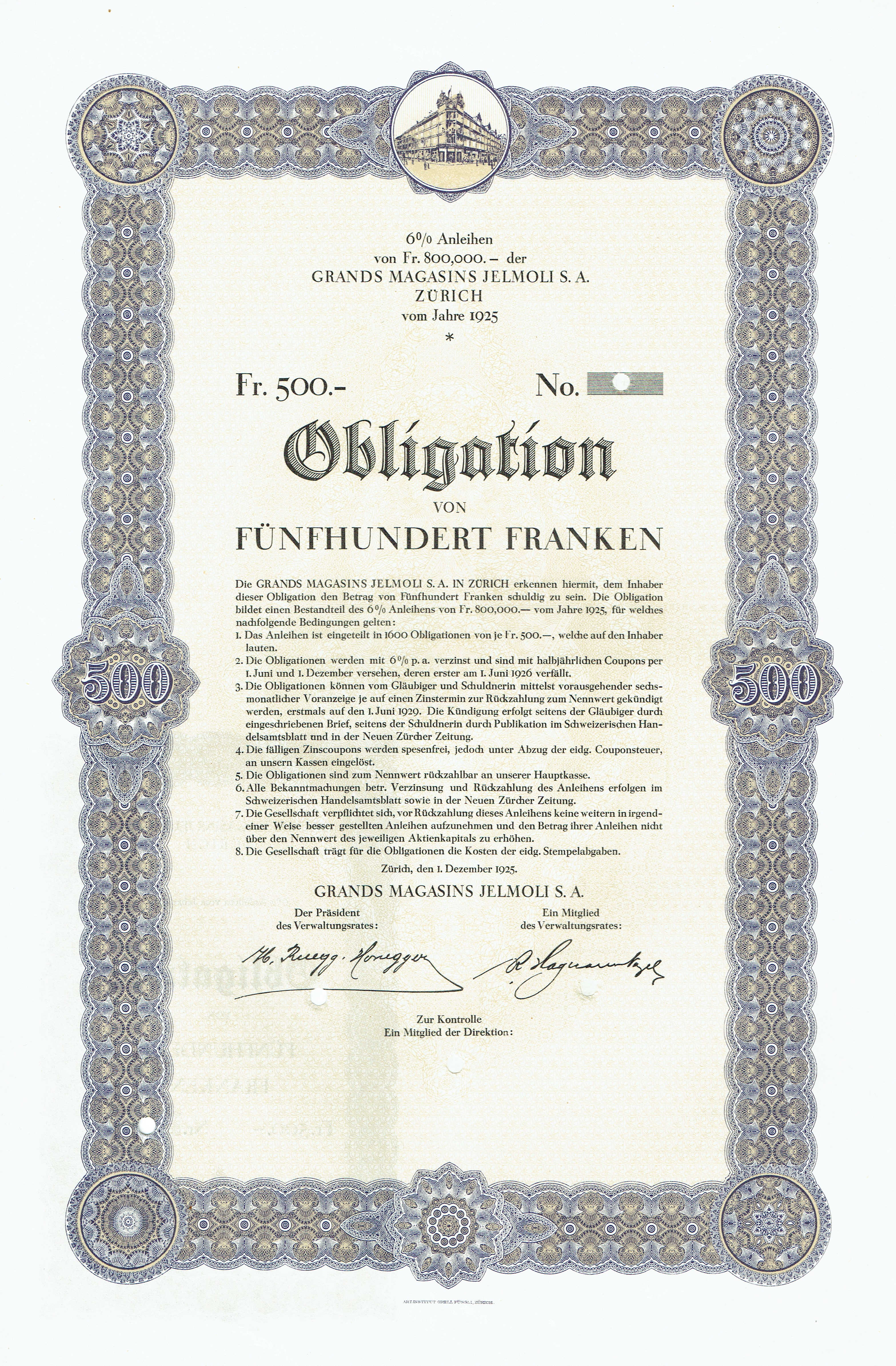
Obligation des Grands Magasins Jelmoli S. A. en date du 1er décembre 1925.

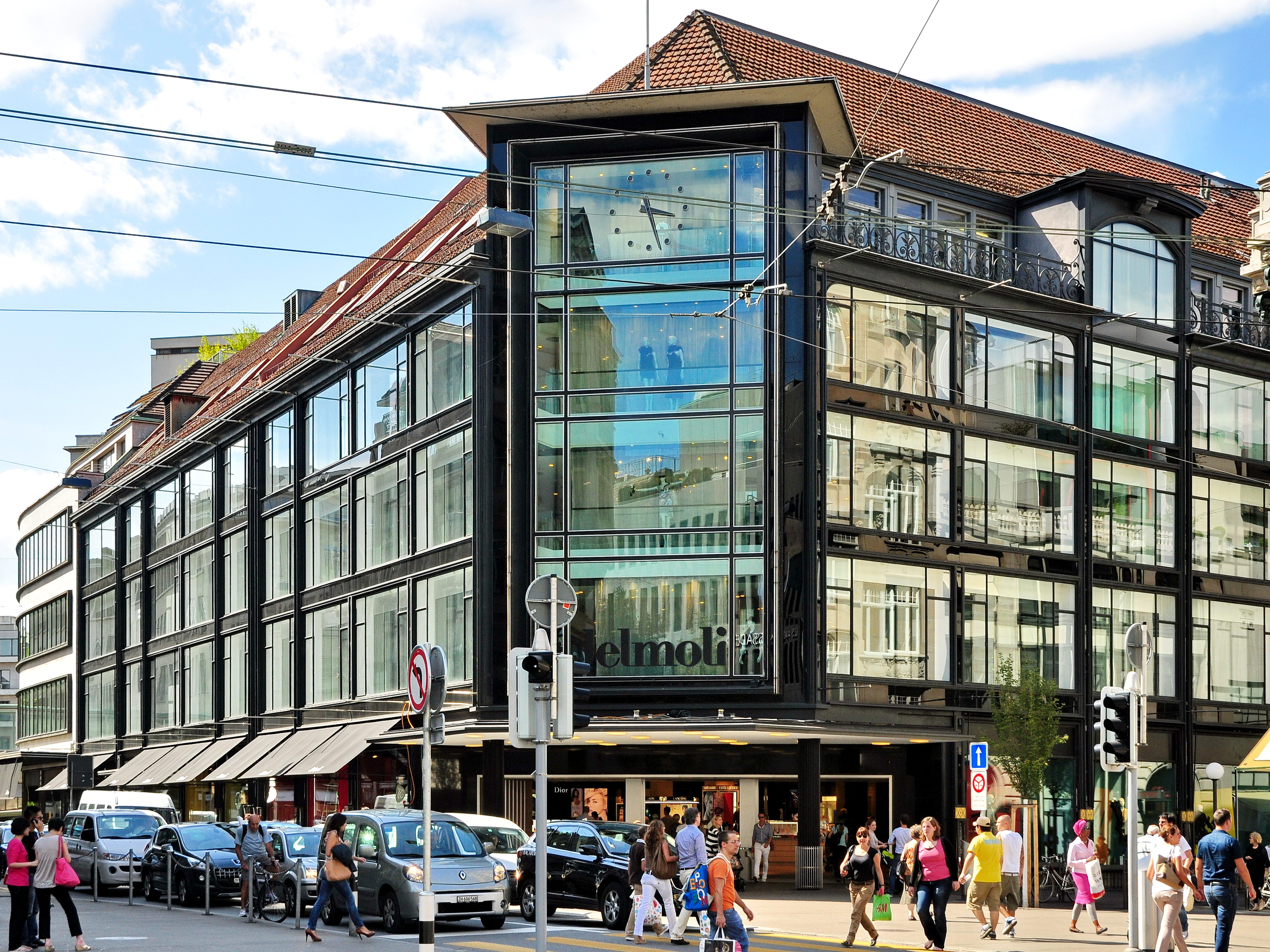
Vue partielle du magasin Jelmoli de Zürich.

Jelmoli est une chaîne de magasins suisse.
En 1833, Peter Jelmoli-Ciolina ouvre le premier magasin Jelmoli à Zurich, proposant des produits à des prix fixes qui ne sont pas ouverts à la négociation. Ce concept, nouveau à l'époque, rencontre rapidement le succès.
Jelmoli a été le premier grand magasin à envoyer des marchandises et des échantillons dans des boîtes en carton. En 1897, le premier catalogue de vente est diffusé.
Le palais de verre[Quoi ?] a été construit en 1898. Au moment de l'ouverture, Jelmoli avait 72 employés.
En 1985, le groupe Jelmoli a repris les magasins Gonseth situés à Vallorbe, à Orbe et au Sentier et les a renommé Innovation.
Aujourd'hui, Jelmoli est le plus grand magasin en Suisse. Sur 8 étages, il offre un assortiment d'environ 2 millions d'articles et de plus de 1000 marques, et emploie plus de 1000 personnes.
En janvier 2009, l'assemblée générale extraordinaire de Jelmoli décide de diviser le groupe en deux avec une société d'investissement Athris et une société immobilière Jelmoli.